# Říše hvězd
«Říše hvězd» (чеськ. Імперія зір) — чеський журнал, присвячений астрономії, який видавався в 1920—1999 роках. Популяризував астрономію та суміжні галузі, вміщував астрономічні новини і статті з історії астрономії.
Журнал створили 1920 року на основі журналу Чеського астрономічного товариства. Назва нагадувала науково-популярну книгу Густава Грюсса «Із царства зір». Журнал видавався Чеським астрономічним товариством, а пізніше агентством «Імперія зір».
Журнал виходив до 1999. Наступного року він не отримував субсидій від Міністерства культури, і видання призупинили. Наступником журналу став Astropis.
Астероїд, відкритий в 1986 році Антоніном Мркосом в обсерваторії Клеть, названо 4090 Ржішегвезд.